# Alopecosa fabrilis
Alopecosa fabrilis là một loài nhện trong họ Lycosidae.
Loài này thuộc chi Alopecosa. Loài này được Carl Alexander Clerck miêu tả năm 1757.

## Hình ảnh

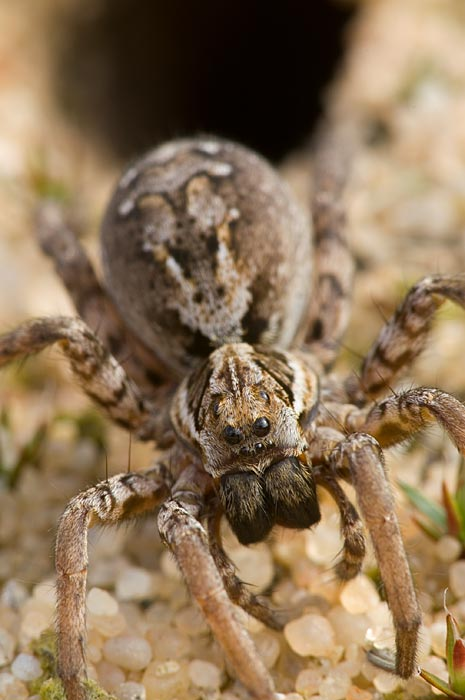